# Територија Белфор
Територија Белфор (фр. Territoire de Belfort, Теритоар де Белфор) департман је у источној Француској. Припада региону Франш-Конте, а главни град департмана (префектура) је Белфор. Департман Територија Белфор је означен редним бројем 90. Његова површина износи 609 km². По подацима из 2010. године у департману Територија Белфор је живело 142.911 становника, а густина насељености је износила 235 становника по км².
Овај департман је административно подељен на:
- 1 округа
- 15 кантона и
- 102 општина.

## Демографија
| 1975.  | 1999.   | 2011.   |
| ------ | ------- | ------- |
| 1.982= | 137.408 | 143.348 |